# Classe Oberon
Pour les articles homonymes, voir Oberon.
Pour les autres classes de navires du même nom, voir Classe O.
La Classe Oberon est une classe de vingt-sept sous-marins à propulsion conventionnelle (diesel-électrique) de conception britannique construits dans les années 1960 et 1970. Il s'agit de sous-marins du même type que ceux construits à la fin de la Seconde Guerre mondiale, les sous-marins de la classe Porpoise, qui ont été modernisés par l'ajout de certaines caractéristiques inspirées des U-Boote allemands.
Treize Oberon ont été construits pour la Royal Navy, et quatorze autres ont été construits en Grande-Bretagne et vendus à d'autres marines nationales (la Royal Australian Navy a fait l'acquisition de six Oberon, la Marine royale canadienne et la Marine brésilienne trois chacune, et la Marine chilienne a acquis deux Oberon).

## Conception et construction
Le design et la conception des sous-marins de la classe Oberon sont fortement inspirés de ceux de la classe Porpoise qui furent en service de 1956 à 1988. Leur conception intègre aussi des caractéristiques inspirées des U-Boote allemands.
Les principales différences entre les Oberon et les sous-marins de la classe Porpoise sont liées à l'amélioration de la robustesse de la coque et de leur furtivité. Pour améliorer la robustesse de la coque des Oberon et leur permettre de plonger à de plus grandes profondeurs, les constructeurs ont utilisé de l'acier de type QT28, plus résistant et facile à utiliser que l'acier de type UXW des Porpoise. Le pont extérieur des Oberon a été renforcé par l'utilisation d'un alliage de fibre de verre.
Plusieurs chantiers navals britanniques différents ont construit des Oberon, soit ceux de Scotts Shipbuilding and Engineering Company de Greenock, ceux de Scott Lithgow, ceux de Vickers-Armstrongs ou encore les chantiers de Chatham Dockyard. Les sous-marins australiens et chiliens furent construits par Scotts Shipbuilding and Engineering (les derniers par Scott-Lithgow à la suite de la fusion des deux entreprises), les sous-marins brésiliens par Vickers-Armstrongs, et les trois Oberon canadiens par Chatham Dockyard. En plus de ces quatre chantiers, les chantiers Cammell Laird ont aussi participé à la construction des sous-marins de la Royal Navy.

## Caractéristiques

### Dimensions
Les sous-marins de classe Oberon mesuraient 241 pieds (73 m) de longueur entre perpendiculaires et 295,2 pieds (90 m) de longueur hors-tout. Leur maître-bau était de 26,5 pieds (8,1 m). Ils avaient un tirant d'eau de 18 pieds (5,5 m),..
Leur déplacement standard était de 1 610 tonnes ; à pleine charge, il était de 2 030 tonnes en surface et 2 410 tonnes en immersion.

### Propulsion
La propulsion comprenait 2 générateurs Diesel Admiralty Standard Range 16 VTS et deux moteurs électriques de 3 000 chevaux-vapeur (2 200 kW), chacun entraînant une hélice tripale de 7 pieds (2,1 m) de diamètre allant jusqu'à 400 tours par minute.
La vitesse maximale était de 17 nœuds (31 km/h) en immersion et de 12 nœuds (22 km/h) en surface.

### Armement
Ils étaient armés de huit tubes lance-torpilles de 21 pouces (533 mm) de diamètre, six à l'avant du sous-marin dans la salle des torpilles et deux tubes plus courts pour la défense anti-sous-marine à l'arrière. Lors de leur lancement au début des années 1960, le chargement normal du sous-marin était de 20 torpilles : une combinaison de torpilles Mark 24 Tigerfish et de torpilles Mark 8 (en). Il n'y avait pas de recharge prévue pour les tubes arrières et seules les deux torpilles déjà pré-chargées étaient embarquées. On pouvait aussi remplacer les torpilles par des mines, les Oberon pouvant embarquer jusqu'à 50 mines Mark 5 Stonefish ou mines Mark 6 Sea Urchin.

### Équipement électronique
Lors de leur lancement, les Oberon étaient équipés de l'appareillage électronique le plus moderne qui soit. Chaque sous-marin était équipé d'un radar de type 1002 pour la détection et la navigation, un sonar d'attaque de type 187 actif-passif et d'un sonar passif de type 2007 à long rayon d'action.

### Compétitivité
Tout comme les sous-marins de la classe Porpoise, les Oberon étaient beaucoup plus silencieux que leurs concurrents américains. Leurs performances dans des situations exigeant de demeurer indétectable, d'effectuer de la surveillance ou encore de débarquer des forces spéciales furent vitales pendant la guerre froide. Ces opérations furent majoritairement effectuées par des sous-marins britanniques dans l'Arctique européen, par des sous-marins canadiens dans l'Atlantique nord et par la marine australienne dans le sud-est Asiatique et aussi loin que la mer du Japon.
La classe Oberon peut prétendre au titre de meilleure classe de sous-marins conventionnels de son époque et a toujours maintenu une excellente réputation pour ses aptitudes à naviguer de manière silencieuse, ce qui leur a permis de rester en service jusqu'au début du XXIe siècle. Ils ont été remplacés par les sous-marins de la classe Collins en Australie et par les sous-marins de la classe Victoria au Canada.

### Particularités dans les différentes marines nationales
- Australie : Les six Oberon de la Royal Australian Navy font partie de deux commandes différentes, la première de quatre sous-marins et la seconde de deux (à l'origine cette commande portait aussi sur l'achat de quatre Oberon mais elle fut réduite à deux, la marine australienne préférant plutôt accroître ses ressources aériennes). L'équipement électronique des sous-marins australiens, particulièrement les radars et sonars, était de fabrication américaine. Ils étaient équipés de radar passif Sperry Micropuffs et de radar d'attaque de type Krupp CSU3-41[1]. Ils utilisaient les torpilles de type Mark 48 américaines au lieu des torpilles Mark 24 Tigerfish britanniques. Les sous-marins australiens embarquaient 22 torpilles à l'avant dont six déjà pré-chargées, soit un peu plus que les autres Oberon. Peu de temps après leur lancement, les tubes lance-torpilles arrière de tous les sous-marins australiens furent condamnés. L'armement des sous-marins australiens fut amélioré par l'ajout d'un harpon subsonique permettant de lancer des missiles antinavires. D'ailleurs en 1985 près de l'île de Kauai dans l'archipel Hawaïen, le HMAS Ovens est devenu le deuxième sous-marin conventionnel et le premier Oberon à lancer un missile en surface à l'aide d'un harpon et à atteindre sa cible. À la suite de cet événement la désignation des Oberon australiens fut modifiée de SS à SSG.

- Brésil : La principale différence entre les Oberon britanniques et brésiliens est le fait que ces derniers utilisent un système de contrôle de tir Vickers. Les sous-marins brésiliens furent plus tard améliorés pour utiliser les torpilles Mark 24 Tigerfish mod-1 plus modernes[1].

- Canada : Les sous-marins canadiens ont été construits avec un système de ventilation amélioré et par l'ajout d'un maximum de composantes d'origine canadienne[1]. Lors de leur lancement ils étaient armés de torpilles Mark 37 de fabrication américaine, ce qui fut ensuite amélioré par l'utilisation de torpilles Mark 48 mod-4[1].

- Chili : Les sous-marins chiliens étaient en tout point semblables aux sous-marins britanniques à l'exception du fait qu'ils étaient armés de torpilles allemandes de type SUT (Surface and Underwater Target)[1].

## Carrière militaire

### Les premiers et derniers Oberon
Le premier Oberon à être mis en service a été l’Orpheus dans la Royal Navy en 1960, suivi en 1961 par l’Oberon lui-même. Le dernier sous-marin de cette classe à être mis en service fut l’Onyx en 1967. Les six sous-marins australiens furent lancés entre 1967 et 1978.
En 1982, l’Onyx prit part à la guerre des Malouines, et fut d'ailleurs le seul sous-marin conventionnel de la Royal Navy à y participer en permettant le débarquement de membres du Special Boat Service. La carrière militaire de tous les Oberon est maintenant terminée, les derniers sous-marins britanniques de cette classe ayant été retirés du service en 1993 et les derniers Oberon canadiens en 2000. Le dernier Oberon australien fut retiré du service en 2003, à la suite des retards occasionnés par la conception et la construction des sous-marins de la classe Collins disponible seulement en 2004.

### Les Oberon dans les marines nationales
Ils ont servi :
- en Australie : HMAS Oxley (S 57), HMAS Otway (S59), HMAS Onslow, HMAS Ovens, HMAS Orion et HMAS Otama,
- au Canada : NCSM Ojibwa, NCSM Okanagan (S74), Onondaga, Olympus et Osiris,
- au Brésil : Humaitá (S20), Tonelero (S21) et Riachuelo (S22),
- au Chili : (O'Brien, Hyatt).

## Destinée de certains Oberon
Deux des sous-marins britanniques furent vendus au Canada après leur mise hors service ; le HMS Olympus étant alors utilisé comme navire d'entraînement à quai et le HMS Osiris fut entièrement démonté et utilisé pour servir de réserve de pièces de rechange pour les autres Oberon canadiens.
L'un des sous-marins brésiliens, le S21 Tonelero, coula lorsque des travaux d'entretien étaient en cours dans les chantiers du port de Praça Mauá à Rio de Janeiro le 24 décembre 2000.

### Seconde carrière touristique
En 2006, on dénombrait toujours 14 Oberon survivant sous une forme ou une autre soit : sept Oberon transformés en navire musée ou en attraction touristique, deux Oberon ayant été partiellement conservés sous forme de monument et cinq autres attendaient d'être convertis en navire musée ou d'être vendus à la ferraille.
Deux sous-marins de la Royal Navy ont été transformés en navire musée en Grande-Bretagne. On peut maintenant retrouver le HMS Onyx à Barrow-in-Furness après qu'il eut été transporté de Birkenhead dans le Merseyside après la fermeture du musée qui l'hébergeait à l'origine. L'autre Oberon britannique conservé en Grande-Bretagne est le HMS Ocelot que l'on retrouve au musée des chantiers maritimes historiques de Chatham (en) de Chatham. Le HMS Otus (navire musée) est amarré à l'île de Rügen à Sassnitz en Allemagne où les touristes peuvent le visiter.
Les six Oberon australiens se retrouvent dans les endroits suivants : le HMAS Ovens fait partie de la collection de navires de guerre du Western Australian Maritime Museum de Fremantle en Australie, le HMAS Onslow est situé à l'Australian National Maritime Museum du port de Darling à Sydney. Le kiosque, la structure extérieure, et la poupe du HMAS Otway sont conservés à terre à Holbrook. Le HMAS Otama se trouve dans la baie de Westernport à Victoria où il attend d'être transformé en navire musée depuis 2000 faute de budget de l'organisme caritatif qui en est propriétaire et de l'absence d'aide gouvernementale pour réaliser le projet. Le kiosque du HMAS Oxley est un mémorial dans le parc de Garden Island à Stirling dans l'État d'Australie-Occidentale et celui du HMAS Orion dans le Naval Memorial Park à Rockingham toujours en Australie-Occidentale.

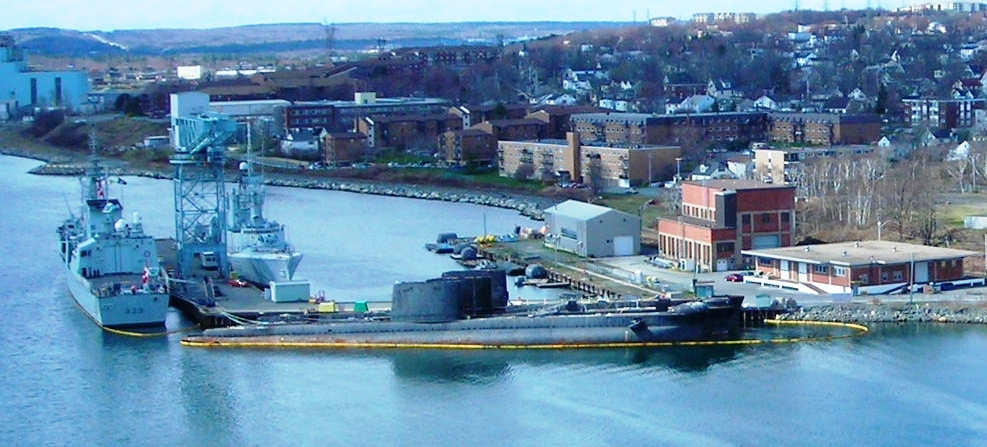
Les sous-marins jumeaux de l’Onondaga à Dartmouth N.É (avril 2010)

La décision quant au sort des quatre Oberon canadiens a été un processus assez long et en juillet 2011, soit plus de onze ans après que le dernier Oberon canadien, le NCSM Onondaga, termine définitivement sa carrière militaire, trois des quatre Oberon canadiens étaient toujours en attente de leur sort. Ils étaient amarrés au quai de Dartmouth en Nouvelle-Écosse juste en face des bâtiments de la base des forces canadiennes. Déjà en 2005, le gouvernement canadien avait annoncé qu'ils seraient vendus à la ferraille, leur état de dégradation étant trop important.
Le premier Oberon canadien dont le sort fut décidé, le NCSM Onondaga, a été acheté pour la somme de quatre dollars par le Site historique maritime de la Pointe-au-Père, un musée situé à Rimouski au Québec, et transformé en navire musée en 2008-2009 après son remorquage de Halifax à Rimouski. Finalement la marine canadienne annonce en juillet 2011 que le NCSM Olympus et le NCSM Okanagan seront vendus à la ferraille et démantelés à Port Maitland en Ontario après avoir été remorqués sur le fleuve Saint-Laurent et la voie maritime du Saint-Laurent,. Le dernier Oberon canadien à quai à Halifax, le NCSM Ojibwa, devrait être transformé en navire-musée dans un pavillon satellite du musée militaire Elgin, à Port Burwell en Ontario. Il sera ouvert au public à compter de 2013,.
Le S22 Riachuelo, le seul Oberon brésilien survivant, a été converti en navire musée au centre culturel de la marine brésilienne (Espaço Cultural da Marinha Brasileira) à Rio de Janeiro.
La marine chilienne a vendu le sous-marin O'Brien à la ville de Valdivia pour qu'il soit transformé en navire musée, le premier sous-marin musée chilien. Il sera d'abord modifié dans les chantiers navals Arsenav pour améliorer et faciliter l'accès des visiteurs et par la suite amarré au quai de la rivière Calle-Calle qui traverse la ville.

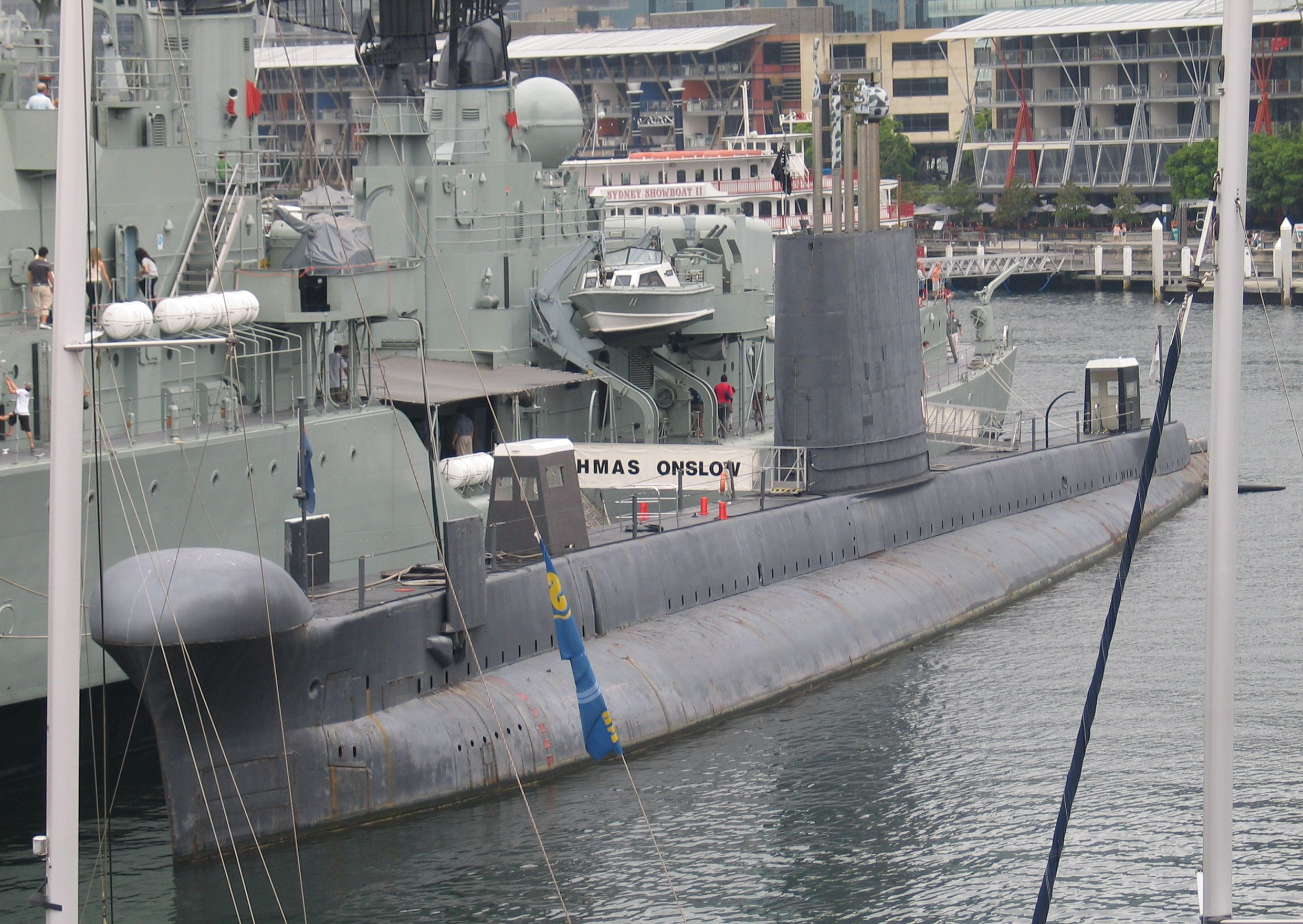
HMAS Onslow (S60) en 2007, un sous-marin australien (National Mairitme Museum, Sydney) Australie
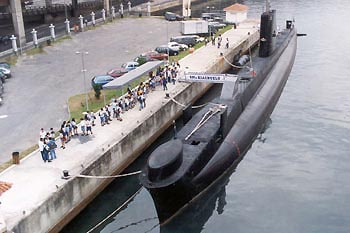
Le sous-marin musée Riachuelo S-22 au quai de l'Espaço Cultural da Marinha à Rio de Janeiro
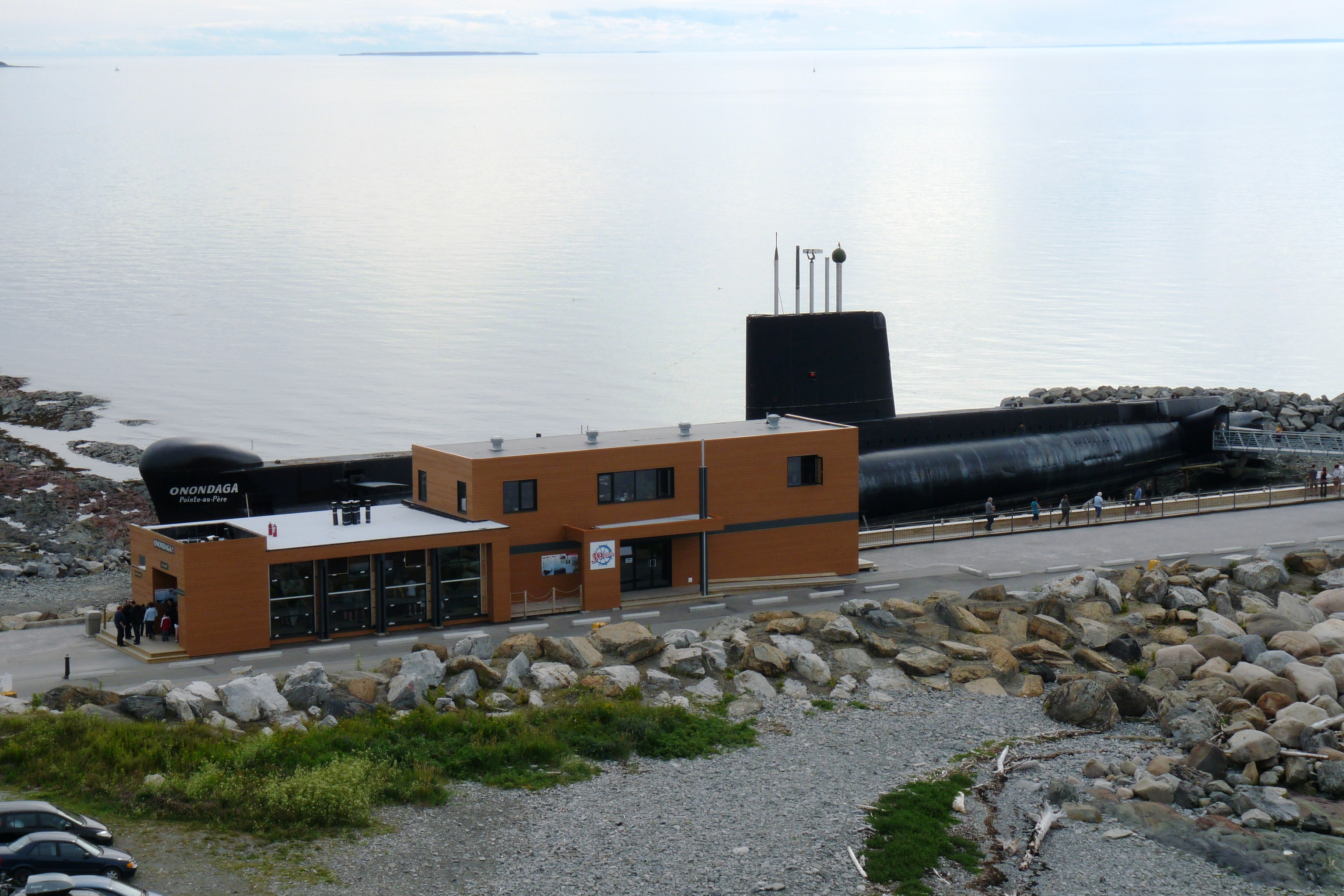
Le sous-marin Onondaga et le bâtiment d'accueil du sous-marin musée en 2010